# Icterus pustulatus
Icterus pustulatus е вид птица от семейство Трупиалови (Icteridae). Видът е незастрашен от изчезване.

## Разпространение
Разпространен е в Коста Рика, Салвадор, Гватемала, Хондурас, Мексико, Никарагуа и САЩ.